# Caryophyllia zopyros
Caryophyllia zopyros är en korallart som beskrevs av Stephen D. Cairns 1979. Caryophyllia zopyros ingår i släktet Caryophyllia och familjen Caryophylliidae. Inga underarter finns listade i Catalogue of Life.